# Nicolás Vélez
Nicolás Leandro Vélez (* 4. Juli 1990 in Buenos Aires) ist ein ehemaliger argentinischer Fußballspieler.

## Karriere
Das Fußballspielen erlernte Nicolás Vélez in der Jugendmannschaft von River Plate in Buenos Aires. Seinen ersten Vertrag unterschrieb er 2010 beim Club Atlético Huracán in Parque Patricios, einem Stadtteil von Buenos Aires. 2013 wechselte er nach Sanlúcar de Barrameda zu Atlético Sanluqueño. Nach einem Jahr zog es ihn nach Singapur, wo er einen Vertrag beim Erstligisten Warriors FC unterschrieb. Mit dem Verein wurde er 2014 Meister der S. League und wurde als Nachwuchsspieler des Jahres ausgezeichnet. Den Singapore Charity Shield gewann er 2015. Im August 2015 ging er nach Indien, wo er einen Vertrag bei NorthEast United FC aus Guwahati unterschrieb. Im Februar 2016 verließ er Indien und wechselte zu Hajduk Split nach Kroatien. Nach sechs Monaten in Kroatien kehrte er im Juli 2016 wieder zu NorthEast United FC zurück. 2017 wechselte er nach Thailand und schloss sich dem Erstligisten Suphanburi FC aus Suphan Buri an. Hier schoss er in 28 Spielen 13 Tore. Nach dem erfolgreichen Jahr in Suphanburi ging er 2018 nach Malaysia. Hier spielte er ein Jahr in der Malaysia Super League für Negeri Sembilan FA. Nachdem der Verein Ende 2018 in die Zweite Liga abgestiegen war, verließ auch er den Verein und ging nach Portugal, wo er bis September 2019 für Belenenses SAD spielte. Ende 2019 ging er wieder nach Malaysia. Hier schloss er sich dem Erstligisten FELDA United aus Jengka an. Nach sieben Spielen verließ er den Verein im März 2021. Am 5. März 2021 unterschrieb er einen Vertrag beim indonesischen Verein PSS Sleman, der aber am 20. Mai 2021 wieder aufgelöst wurde. Im Mai 2021 ging er wieder nach Thailand. Hier schloss er sich dem Erstligaabsteiger Sukhothai FC an. Für den Verein aus Sukhothai absolvierte er 2021 neun Zweitligaspiele, wobei er vier Tore erzielte. Nach der Hinrunde 2021/22 wechselte er im Dezember 2021 zum Drittligisten Pattaya Dolphins United. Der Verein aus dem Seebad Pattaya spielte in der Eastern Region der Liga. Am Ende der Saison feierte er mit den Dolphins die Meisterschaft der Region. In den Aufstiegsspielen zur zweiten Liga konnte man sich nicht durchsetzen. Zu Beginn der Saison 2022/23 unterschrieb er Anfang August 2022 einen Vertrag beim Drittligisten Phitsanulok FC. Mit dem Verein aus Phitsanulok spielte er in der Northern Region der Liga. Nach elf Ligaspielen und elf geschossenen Toren kehrte er im Dezember 2022 nach Pattaya zu den Dolphins zurück. Mit Pattaya spielte er in der Eastern Region der Liga. Mit dem Verein wurde er am Ende der Saison Meister der Eastern Region. In den Aufstiegsspielen zur zweiten Liga konnte man sich jedoch nicht durchsetzen. Nach neun Drittligaspielen wurde sein Vertrag im Sommer 2023 nicht verlängert. Nachdem MH Nakhonsi City FC die Lizenz für die zweite Liga verweigert wurde, stieg Pattaya als Gesamtvierter der dritten Liga in zweite Liga auf. Nach dem Aufstieg unterschrieb er wieder einen Vertrag bei Pattaya. Am 1. November 2023 beendete er seine Karriere als Fußballspieler.

## Erfolge
Warriors FC
- Singapurischer Meister: 2014
- Singapore Community Shield: 2015

Pattaya Dolphins United
- Thai League 3 – East: 2021/22
- Thai League 3 – East: 2022/23  ▲

## Auszeichnungen
S. League
- Nachwuchsspieler des Jahres: 2014